# Rob Simmons

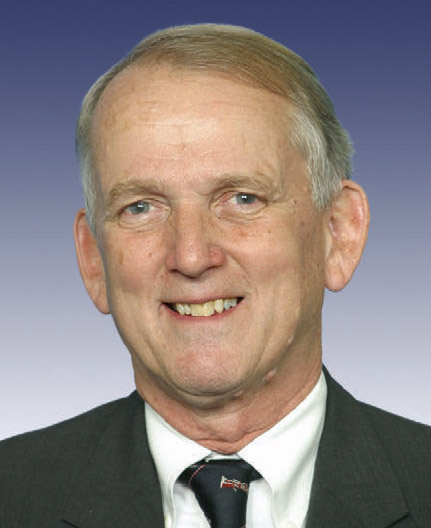
Rob Simmons

Robert Ruhl „Rob“ Simmons (* 11. Februar 1943 in New York City) ist ein US-amerikanischer Politiker. Zwischen 2001 und 2007 vertrat er den zweiten Wahlbezirk des Bundesstaates Connecticut im US-Repräsentantenhaus.

## Werdegang
Rob Simmons besuchte bis 1965 das Haverford College in Haverford (Pennsylvania). Zwischen 1965 und 1968 war er Soldat der US-Armee, deren Reserve er danach bis zum Jahr 2000 angehörte. In seiner aktiven Soldatenzeit war er auch in Vietnam eingesetzt. Am Ende seiner Zeit als Reserveoffizier im Nachrichtendienst hatte er es bis zum Oberst gebracht. Zwischen 1969 und 1979 arbeitete Simmons im Auslandseinsatz für die CIA. Im Jahr 1979 studierte er an der Harvard University öffentliche Verwaltung.
Politisch schloss sich Simmons der Republikanischen Partei an. In den Jahren 1979 bis 1981 war er Mitarbeiter des US-Senators John Chafee aus Rhode Island. Von 1981 bis 1985 gehörte er zum Stab des Geheimdienstausschusses des Kongress. Danach war er von 1990 bis 2000 Abgeordneter im Repräsentantenhaus von Connecticut.
Im Jahr 2000 wurde Simmons im zweiten Distrikt von Connecticut in das US-Repräsentantenhaus in Washington, D.C. gewählt. Dort trat er am 3. Januar 2001 die Nachfolge des Demokraten Sam Gejdenson an, den er bei der Wahl geschlagen hatte. Nach zwei Wiederwahlen konnte Simmons bis zum 3. Januar 2007 drei Legislaturperioden im Kongress absolvieren. Dort war er Mitglied des Streitkräfteausschusses sowie des Homeland Security Committee. Bei den Wahlen des Jahres 2006 unterlag er dem Demokraten Joe Courtney.
Im Februar 2007 wurde Simmons zum ersten Business Advocate im Staat Connecticut ernannt. Dieses Amt wurde damals mit dem Ziel neu geschaffen, die Wirtschaft gezielt zu fördern und voranzubringen. Am 15. März 2009 gab Rob Simmons seine Kandidatur für die 2010 anstehenden Wahlen zum US-Senat bekannt. Beim Versuch, die Nachfolge von Chris Dodd anzutreten, lag er in den Umfragen zunächst lange vorn, verlor aber letztlich in der republikanischen Primary gegen Linda McMahon. Der mit Heidi Simmons verheiratete Politiker lebt privat in Stonington.